# Ilha Grande do Gurupá
A ilha Grande de Gurupá é a segunda maior ilha do delta do Amazonas, localizada próximo à confluência dos rios Amazonas com o Xingu, a oeste da ilha do Marajó, no estado do Pará, Brasil. A ilha apresenta uma área de 4.864 km², sedo a 119ª maior ilha do mundo e a 4ª maior do Brasil. É parte integrante do município de Gurupá, no estado do Pará.
Esta ilha faz parte do arquipélago do Marajó.

## História
Segundo o livro O grande Amazonas: mítologia, história e sociologia, o termo “gurupá” vem da junção do tupi guru (boca) e pa (larga), em razão dos canais do Amazonas que circundam a ilha. Antes de se chamar ilha Grande de Gurupá, era chamava “ilha de Tucujus” em virtude da tribo indígena que a habitava.
Por volta de 1620, os lusitanos se alarmaram com o número de feitorias inglesas e neerlandesas na região da foz do Amazonas e decidiram agir. Nessa época existia na ilha um posto de comércio inglês chamado Sapanapoku, bem como fortificações holandesas, ambos com mais de uma centena de pessoas, segundo narrativa do jesuíta português Luís Figueira.
Na Revista do Instituto Histórico e Geográfico Brasileiro, de 1845, há a seguinte descrição do aspecto selvagem da ilha em meados do século 19:

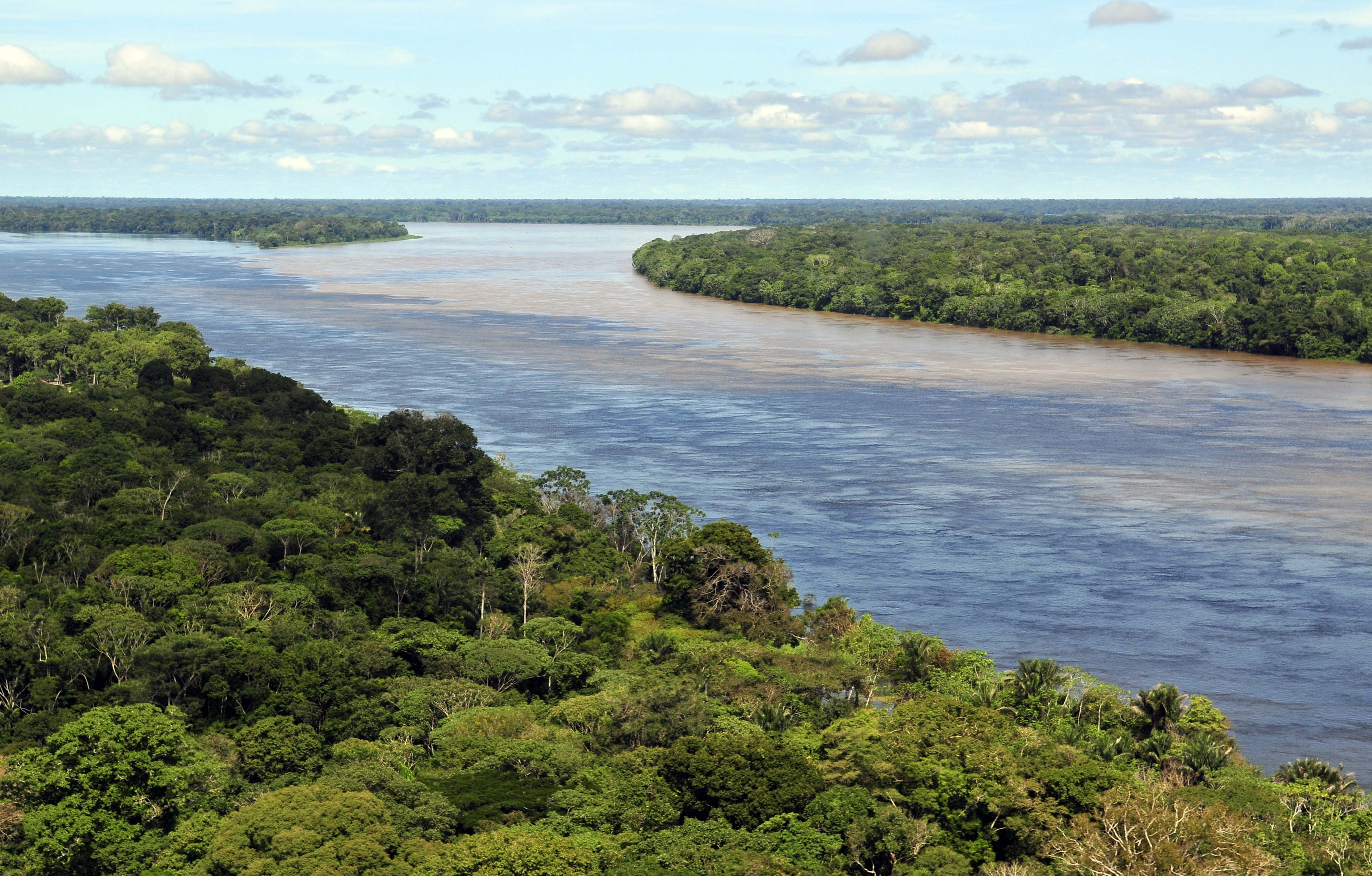
Canais do baixo rio Amazonas

(...) [Gurupá] é opulenta de seringueiras e macacaúbas, de paus-de-macaco e cedros; o centro é um tanto elevado. Tem um lago piscoso, e abunda muito em araras, papagaios e periquitos, antas, veados-vermelhos, pacas, guaribas-vermelhas, porcos[-do-mato] em pequeno número, macacos-de-prego e cutias inumeráveis.

## Geografia
Gurupá é cortada por uma grande quantidade de rios e paranás, canais das águas do rio Amazonas que os leva a um verdadeiro “vaivém”, conforme a força das marés. Na ilha e suas adjacências, onde afloram os sedimentos recentes, o terreno apresenta-se alagado em quase sua totalidade no período entre os meses de dezembro a setembro
Nela se situa a Reserva de Desenvolvimento Sustentável Itatupã–Baquiá, com 64.441,29 hectares, criada em 14 de junho de 2005.